# Krobia xinguensis
Krobia xinguensis é uma espécie de peixe, que foi descrita pela primeira vez por Kullander, em 2012. Krobia xinguensis pertence ao gênero Krobia e À família Cichlidae.